# Schloss Neobschütz

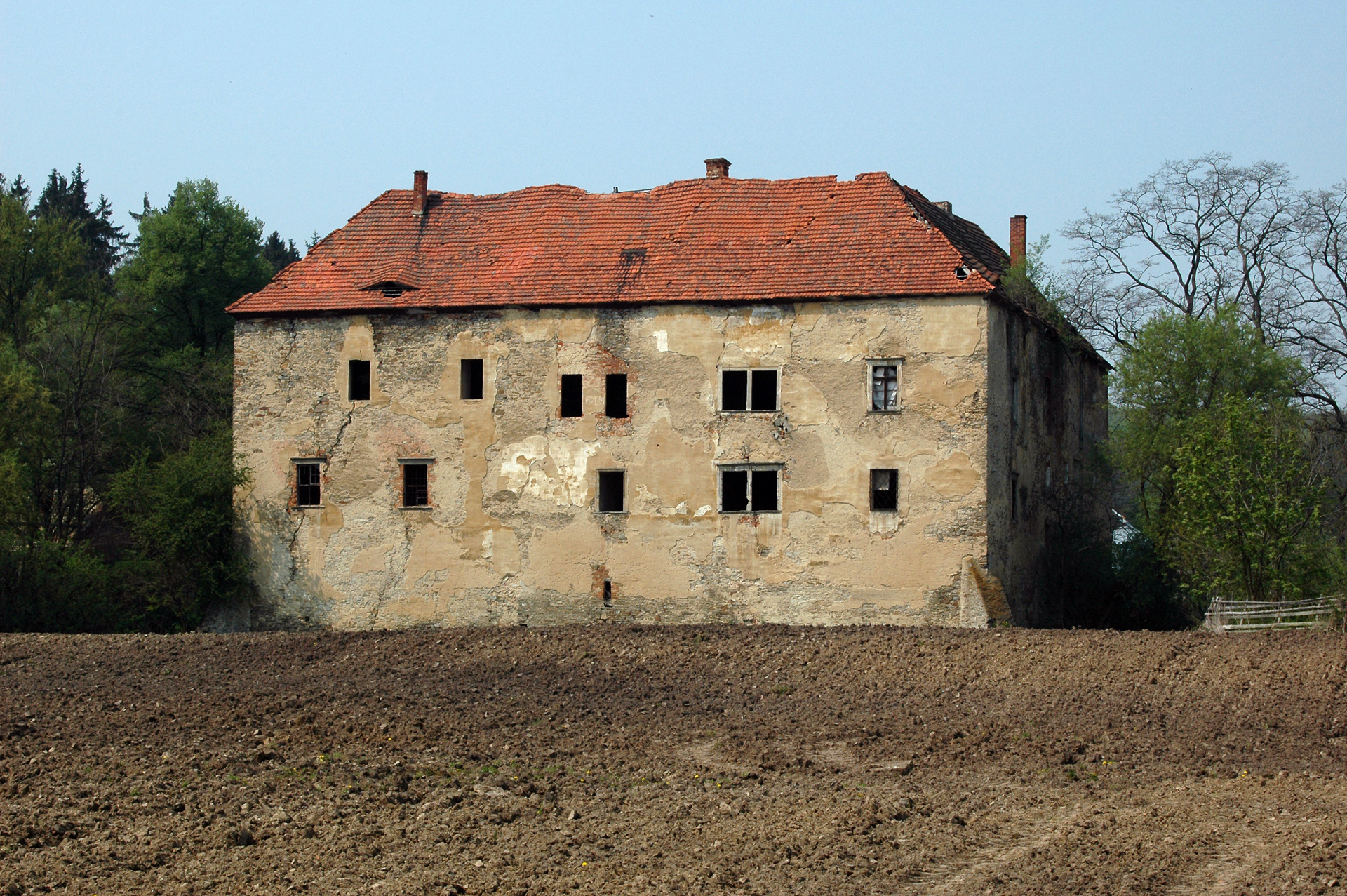
Schloss Neobschütz

Das Schloss Neobschütz (polnisch Zamek w Nieszkowicach) ist die Ruine eines Schlosses in Nieszkowice (deutsch Neobschütz), Powiat Strzeliński (Kreis Strehlen) in der polnischen Woiwodschaft Niederschlesien.

## Geschichte
Das Schloss geht auf eine mittelalterliche Befestigung des 14. Jahrhunderts zurück. Herzog Bolko gab Neobschütz Otto von Borschwitz und seinen Erben als Lehen, die es wiederum 1476 Johann von Warkotsch überließen. 1490 versetzte Herzog Heinrich der Ältere das Gut den von Warkotsch aus einem Lehen in ein Erbe. Wahrscheinlich ließ diese Familie den Wohnturm erweitern. Während des Dreißigjährigen Krieges wurde das Gebäude beschädigt und diente zeitweise den durchziehenden Soldaten als Unterschlupf. 1630 waren die Eigentümer Valentin und nach ihm Karl Franke von Giesbach. Letzterer verkaufte es an den kaiserlichen Oberistenleutnant Samuel von Klinkowsky.
Im 16. und 17. Jahrhundert erfolgten Um- und Ausbaumaßnahmen. 1785 wurde Neobschütz als ein Dorf mit einem alten Schloss, welches von einem breiten Wallgraben umgeben ist, beschrieben. Im 18. und 20. Jahrhundert wurde das Schloss restauriert. Um 1840 verkaufte die Familie von Klinkowsky Neobschütz und weitere Güter im Kreis Strehlen an den preußischen König Friedrich Wilhelm IV. 1863 gelangte der Besitz durch Erbschaft an Sophie von Oranien-Nassau, die mit Carl Alexander Großherzog von Sachsen-Weimar-Eisenach verheiratet war. Dem Haus Sachsen-Weimar gehörte das Schloss bis zur Enteignung 1945. Nach dem Zweiten Weltkrieg wurde das Schlossgebäude verstaatlicht. Später wurde es als Mehrfamilienwohnhaus genutzt. Heute befindet sich das Anwesen in einen ruinösen Zustand und ist stark einsturzgefährdet.

## Beschreibung
Das Schloss ist von einem Wassergraben umgeben. Auf der Hofseite befindet sich ein gotisches Portal. Die dem Schloss umgebende Wohn- und Wirtschaftsgebäude werden noch heute teilweise für landwirtschaftliche Zwecke genutzt.